# Robert Gilpin
Robert George Gilpin Jr. (* 2. Juli 1930 in Burlington, Vermont; † 20. Juni 2018 in Waterbury, Vermont) war ein US-amerikanischer Politikwissenschaftler und gilt als einer der Hauptvertreter der Internationalen Politischen Ökonomie aus nicht-marxistischer Sicht.

## Leben
Seit den frühen sechziger Jahren arbeitete er an der Princeton University. Seine Interessengebiete umfassten die Internationalen Beziehungen, insbesondere in Europa und Asien. 1987 wurde er in die American Academy of Arts and Sciences gewählt.
Gilpin zählt zu den Vertretern des Ökonomischen Realismus (Neorealismus).

## Schriften (Auswahl)
- American Scientists and Nuclear Weapons Policy (1962)
- France in the Age of the Scientific State (1968)
- US Power and the Multinational Corporation (1975)
- War and Change in World Politics (1981)
- The Political Economy of International Relations (1987)
- The Challenge of Global Capitalism: the International Economy in the 21st Century (2000)
- Global Political Economy: the New International Economic Order (2001)